# 片岡聡一
片岡 聡一（かたおか そういち、1959年（昭和34年）8月2日 - ）は、日本の政治家。岡山県総社市長（5期）、倉敷芸術科学大学客員教授。

## 経歴
岡山県総社市出身。総社市立秦小学校、総社市立総社中学校、岡山県立総社高等学校卒業。1984年（昭和59年）3月、青山学院大学法学部卒業。同年4月、橋本龍太郎事務所に入所。
1996年（平成8年）1月、橋本が内閣総理大臣に就任。これに伴い片岡は内閣総理大臣公設第一秘書となる。2000年（平成12年）、行政改革・沖縄北方対策担当大臣秘書官となる。
2005年（平成17年）3月22日、旧総社市が都窪郡山手村・清音村を合併（新設合併）し、新たな総社市となる。これに伴い4月17日に行われた総社市長選挙に無所属で立候補したが、旧総社市長の竹内洋二に70票差で敗れ落選。
2007年（平成19年）、入札業者選定関与問題をめぐり、市議会百条委員会設置や市民団体による市長解職請求（リコール）運動が行なわれる。同年9月3日、竹内が市長を辞職。これに伴い翌月14日に実施された総社市長選挙に立候補。竹内との一騎打ちを制し、約8,700票の大差で初当選。
2010年（平成22年）、倉敷芸術科学大学の客員教授に就任。
2011年（平成23年）、無投票で再選。
2015年（平成27年）、元職の竹内洋二と争い、ダブルスコアとなる約10,000票の大差で3選。
2017年（平成29年）6月、全国市長会経済部委員長に就任。同年8月、全国空き家対策推進協議会 会長に就任。
2018年（平成30年）7月、総社市を含め西日本一帯に甚大な被害をもたらした平成30年7月豪雨の対応に当たった。
2019年（令和元年）、無投票で4選。
2022年（令和4年）5月27日、全国市長会会長選挙に立候補するも、会長候補者に選出されなかった。
2023年（令和5年）9月30日、任期満了に伴う総社市長選挙は告示日直前に元兵庫県議会議員の小西彦治が急遽出馬し選挙戦になったが大差で5選（片岡：20,190票、小西：2,268票、投票率：40.48%、前回比：-14.80pts）。

## 市政
- 2013年（平成25年）12月19日、「総社市障がい者千人雇用推進条例」を制定。障がい者の就労支援で先進的な取り組みを行う[11]。
- 2014年（平成26年）3月1日、歌手の相川七瀬の仲介で「赤米伝統文化交流協定」を対馬市・南種子町と結ぶ[12]。
- 2019年（平成29年）4月1日、LGBTなど性的少数者のカップルが婚姻に相当する関係にあると認める「パートナーシップ宣誓制度」を導入した[13]。
- 2021年（令和3年）11月24日、性的少数者や事実婚のカップルと同居する子や親らを家族として証明する「ファミリーシップ制度」を同年12月1日からスタートすると発表した[14]。

## 所属団体・関連団体
- 明治の日を作る首長会（幹事）[15]

## 人物
- 趣味はピアノ、ギターの弾き語り、マラソン、料理。
- 学生時代にイタリアンレストランでアルバイトしており、料理が得意。
- 「そうじゃ吉備路マラソン」をはじめ、フルマラソンを9回完走しており、トレーニングのために総社市内を走る姿が日常的に目撃される。
- 動物好きであり、災害時のペット同伴避難所の設置を必須として推進したり、保護した猫を自身のSNSで里親募集したりしている。